# Coleophora plicipunctella
Coleophora plicipunctella é uma espécie de mariposa do gênero Coleophora pertencente à família Coleophoridae.